# Francisco de Baños

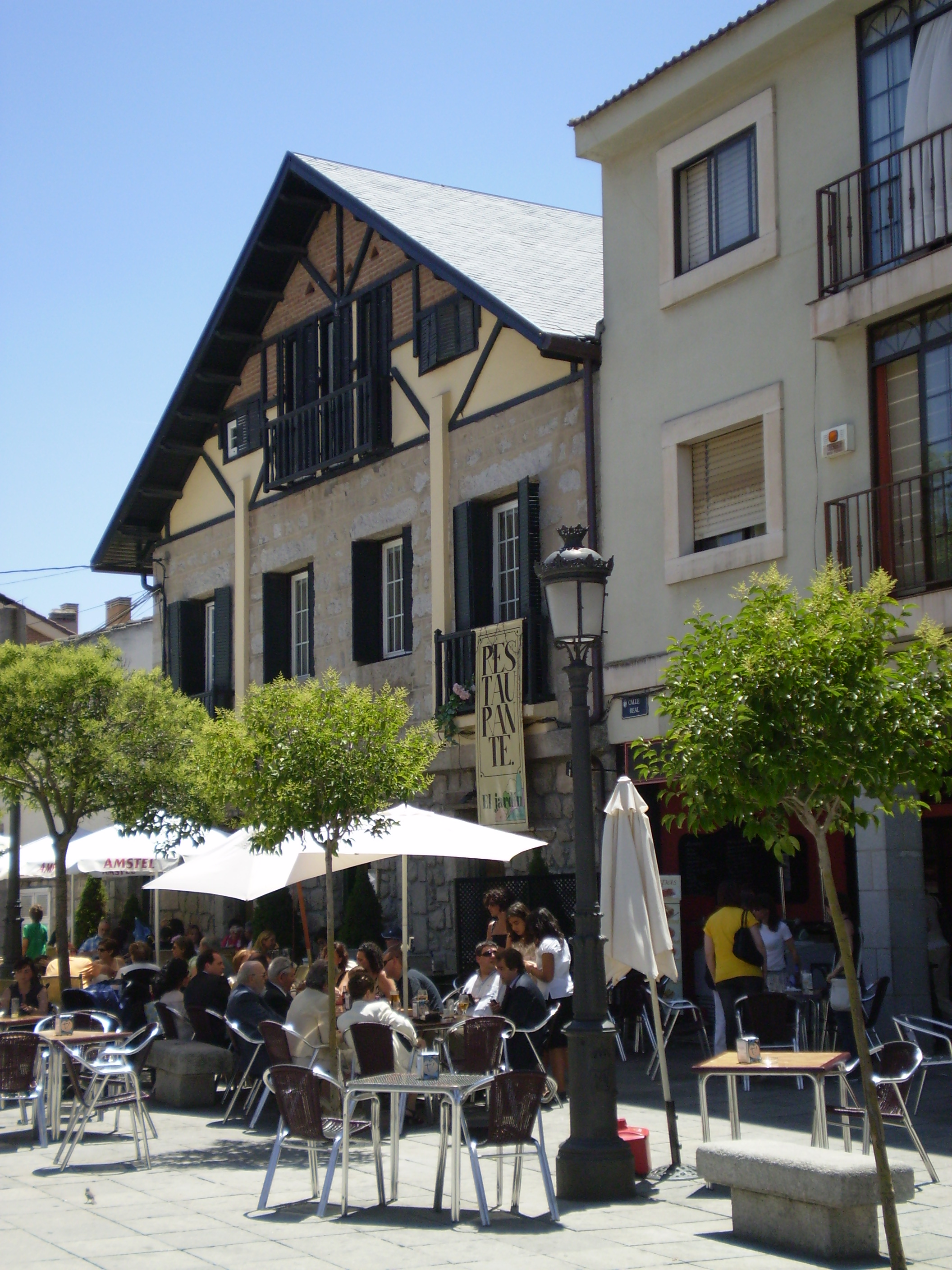
Esta casona, dedicada a actividades de hostelería, se alza sobre los cimientos del Real Aposento de Torrelodones, construido por Juan de Herrera, sobre el solar del mesón del que era propietario Francisco de Baños.

Francisco de Baños fue un mesonero español del siglo XVI, que ejercía su actividad en el municipio madrileño de Torrelodones. Propietario del Mesón de Baños y del Real Aposento de Torrelodones, facilitó alojamiento al rey Felipe II en sus desplazamientos desde Madrid hasta el Monasterio de San Lorenzo de El Escorial.

## Vida
Francisco de Baños regentaba una de las posadas existentes en Torrelodones en la segunda mitad del siglo XVI, pueblo que, por su situación en el Camino Real de Valladolid, desarrolló una intensa actividad hostelera dirigida a facilitar hospedaje a los viajeros.
Con la construcción del Monasterio de El Escorial, Felipe II empezó a utilizar asiduamente esta vía, eligiendo como lugar de descanso el Mesón de Baños. Según obra en el archivo histórico del municipio, la primera visita del monarca a la localidad tuvo lugar en 1579.
Años después, Baños fue encarcelado, acusado del asesinato de Juan Guerrero, vecino de Galapagar. El mesón del que era propietario fue embargado, así como la totalidad de sus bienes, tasados en siete camas, con sus correspondientes colchones de lana y cobertores, veinte sábanas de lino y un ajuar de cocina.
El monarca ordenó construir sobre el solar del Mesón de Baños una posada regia, conocida como Real Aposento de Torrelodones, mediante una cédula real firmada en 1589, en la que encomendó su trazado y ejecución al arquitecto Juan de Herrera. 
En 1592 se demostró la inocencia de Francisco de Baños y el rey, en un intento por reparar los perjuicios cometidos, le concedió la propiedad y gestión del Real Aposento, según consta en sendas cédulas reales, fechadas el 14 y 15 de enero del citado año.